# Comuna de Babiak
Babiak (polaco: Gmina Babiak) é uma gminy (comuna) na Polónia, na voivodia de Grande Polónia e no condado de Kolski.
De acordo com os censos de 2006, a comuna tem 7933 habitantes, com uma densidade 59,1 hab/km².

## Área
Estende-se por uma área de 133,58 km², incluindo:
- área agricola: 70%
- área florestal: 19%

## Demografia
Dados de 30 de Junho 2004:
|                      | Total   | Total | Mulheres | Mulheres | Homens  | Homens |
| -------------------- | ------- | ----- | -------- | -------- | ------- | ------ |
|                      | pessoas | %     | pessoas  | %        | pessoas | %      |
| População            | 7901    | 100   | 3995     | 50,6     | 3906    | 49,4   |
| Densidade (pop./km²) | 59,1    | 100   | 29,9     | 29,9     | 29,2    | 29,2   |

De acordo com dados de 2002, o rendimento médio per capita ascendia a 1374,11 zł.